# 王林 (サッカー選手)
王 林（1987年9月19日 – ）は、中華人民共和国のサッカー選手。主たるポジションはディフェンダー。

## 経歴
2005年末に四川冠城が解散した。当時ユースチームに所属していた王林は、チームメイトの王松のつてで上海聯城に加入した。移籍金は30万人民元であった。2007年、クラブ合併により上海申花に加入。同年よりシンガポールの遼寧広原にレンタル移籍となった。彼はクラブで多くの出場機会を獲得したが、2007年末にクラブ監督や一部選手の収賄が発覚し、2008年まで中国に帰国することができなかった。彼は2009年の第2ウインドーに上海申花から上海浦東中邦にレンタル移籍した。
甲級リーグで1年超の経験を積んだ王林は2011年に上海申花へ復帰。4月15日の深圳紅鑽戦で甲級リーグに左サイドバックとして出場。上海申花で1軍としてレギュラー争いに加わり、徐々にシーズンの主力選手となっていた。
2013年1月19日、自由契約選手となった王林は、杭州緑城に加入した。